# Червоній білощокий
Червоній білощокий (Cardellina rubra) — вид горобцеподібних птахів родини піснярових (Parulidae). Ендемік Мексики.

## Підвиди
- Cardellina r. ruber (Swainson, 1827) — центральна та західна частини Мексики на південь до Оахаки та центрального Веракрусу;
- Cardellina r. melanauris R. T. Moore, 1937 — Сіналоа, Дуранго та південна Чіуауа;
- Cardellina r. rowleyi Orr & J. D. Webster, 1968 — Герреро та на півдні Оахаки.

## Опис
Тіло завдовжки до 13 см, вагою 7,6-8,7 г. Дорослі птахи мають яскраво-червону або червону голову, верх і низ оперення, а вушні раковини від білого до сріблясто-білого, часто облямовані чорним. Крила і хвостове пір'я коричневі з тьмяно-червоними краями пір'я.

## Спосіб життя
Птахи живуть парами в змішаних сосново-дубових лісах з густим підліском на висоті від 2000 до 3500 метрів. Місця розмноження зазвичай знаходяться на висоті понад 2800 метрів. На зиму вони переміщаються в низинні райони до висоти від 2000 до 2400 метрів. В основному харчуються комахами, яких виловлюють в густому підліску. Своє гніздо будують добре прихованими на землі. Період розмноження зазвичай триває з лютого по травень.